# Lopescladius verruculosus
Lopescladius verruculosus är en tvåvingeart som beskrevs av Ole Anton Saether 1983. Lopescladius verruculosus ingår i släktet Lopescladius och familjen fjädermyggor. Inga underarter finns listade i Catalogue of Life.